# Verwaltungsgliederung im Landbuch Karls IV.

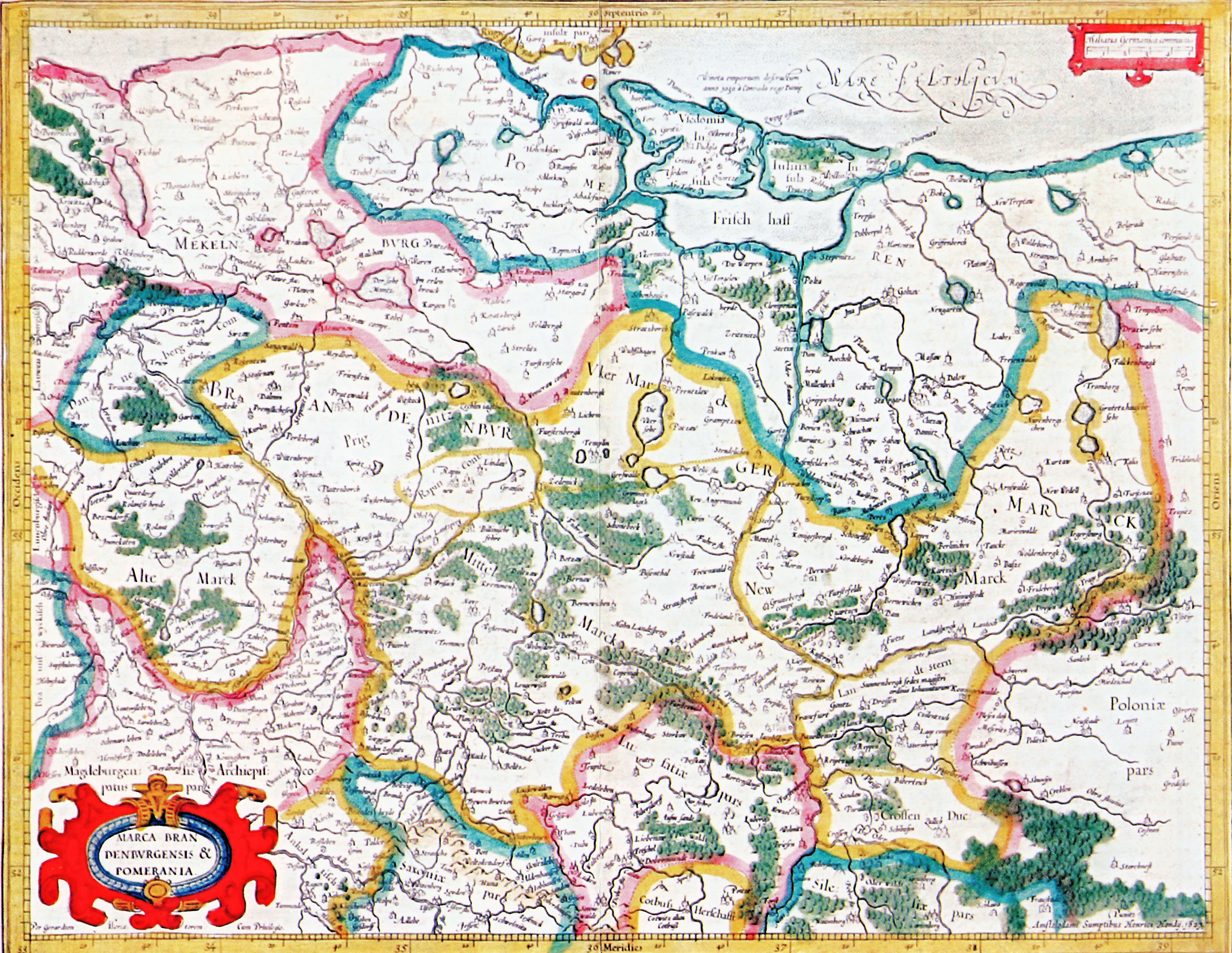
Das Kurfürstentum Brandenburg im Jahr 1585, Atlas von Gerhard Mercator

Der Artikel Verwaltungsgliederung im Landbuch Karls IV. beschäftigt sich mit den einzelnen Verwaltungseinheiten und Landschaften im Landbuch der Mark Brandenburg von 1375 und zu dessen Zeit.

## Einleitung
Die grundlegende Gliederung formulierte das Landbuch Kaiser Karls IV. im Abschnitt 11 Landesbeschreibung: „Marchia Brandeburgensis dividitur primo in tres partes principales, videlicet in Marchiam transalbeanam, transoderam et mediam.“ – Die Mark Brandenburg unterteilt sich zuerst in drei Hauptteile, nämlich Mark über Elbe, Mark über Oder und Mittelmark. Der kurze Satz verdeutlichte Zweierlei: 1) die Mitte galt als Hauptteil des Landes namens Markgrafschaft oder Kurfürstentum Brandenburg, 2) die beiden Ströme Elbe und Oder gaben eine Dreiteilung vor. Eine Ebene tiefer benannte die Landesbeschreibung im Westen die Altmark (antiquia Marchia), im Osten den Hauptteil über Warthe (pars maior trans flumen Warte) und das Land Sternberg (territorium Sterneberg) sowie dazwischen den Barnim (Barnym), den Glien (Glyn, siehe unten), das Havelland (Terra Obula, territorium Obule), das Land Lebus (Lubus, territorium Lubucense), die Herrschaft Lindow (Comitatus Lindowensis, wörtlich ‚Grafschaft Lindow‘), die Prignitz (Prignetz, Pregnitz), den Teltow (Teltow), das Uckerland (Ukera) und die Zauche (Czucha).

Das Urbar meinte damit zunächst Verwaltungseinheiten, gab aber zugleich Landschaften wieder. Letztere definiert das Europäische Landschaftsübereinkommen als ein „vom Mensch als solches wahrgenommenes Gebiet, dessen Charakter das Ergebnis des Wirkens und Zusammenwirkens natürlicher und/oder anthropogener Faktoren ist.“ Dieser Wortsinn entwickelte sich zwar erst im 16. Jahrhundert, entfaltete jedoch bereits im Mittelalter seine Wirkkraft. Die natürlichen Gegebenheiten setzten die Grenzen kleinerer Verwaltungseinheiten, sie wuchsen zu größeren zusammen, die sich dann wiederum als Landschaften etablierten.

Die Flüsse spielten, wie bereits oben angedeutet, eine Rolle bei der Gliederung. Sie dienten in slawischer Zeit als verbindendes Element. Hingegen markierten sie in deutscher Zeit die Trennlinien. Nicht immer wurde diese sogenannte Flussregel eingehalten, die Verwaltungs- und Landschaftsgrenzen deckten sich nur teilweise. Dabei machte das Amtsbuch keine Ausnahme. So zeigte es erste Ansätze des späteren Glien-Löwenbergischen Kreises, der Havelland und Land Lindow berührte. Das Dorfregister Barnim enthielt Teile des Uckerlandes und Landes Lebus, um nur zwei Beispiele zu nennen.

## Lindow alias Ruppin

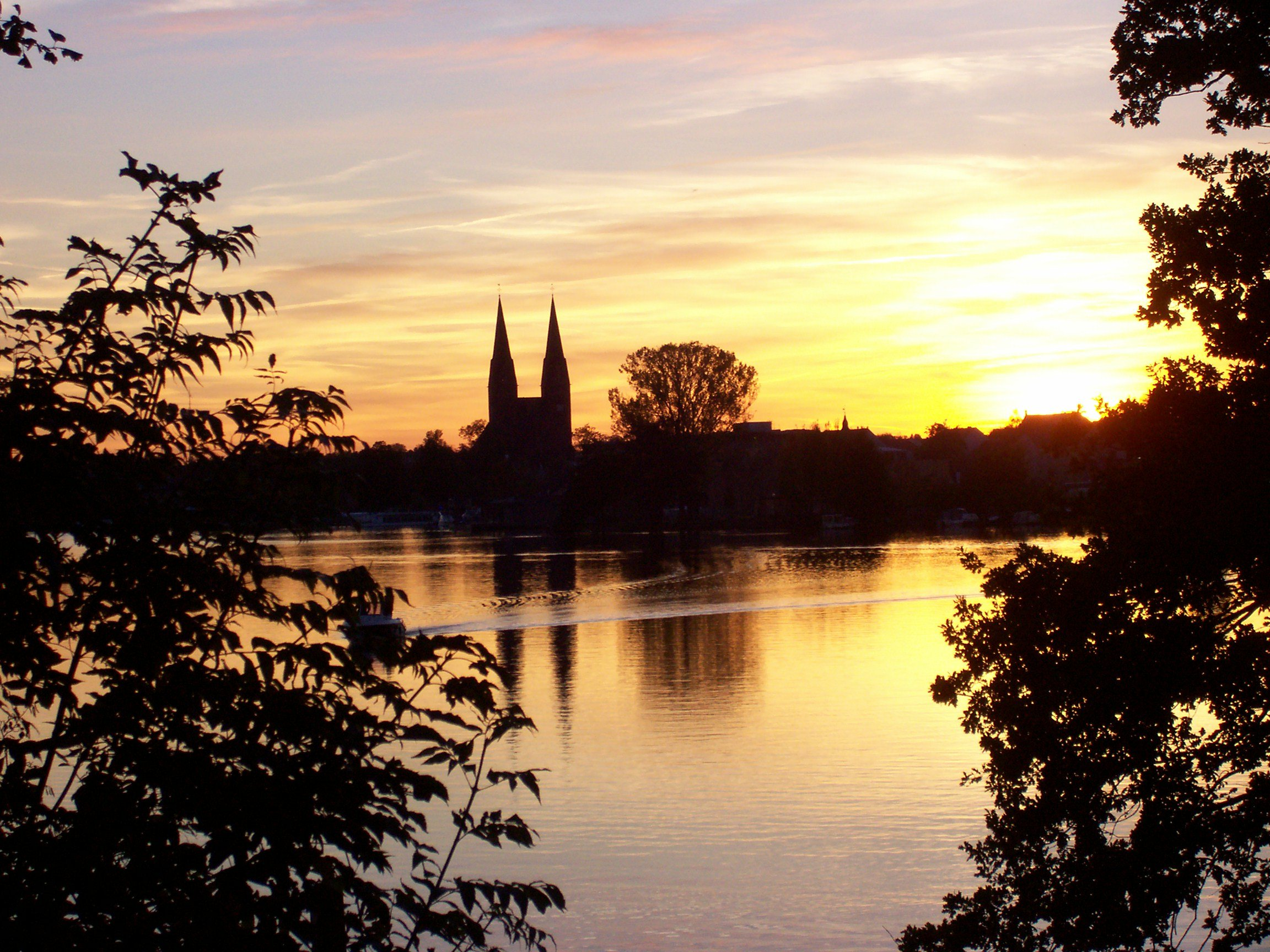
Blick über Ruppiner See zur Klosterkirche St. Trinitatis

Das Aussterben der Grafen von Lindow-Ruppin war der Anlass, nicht die Ursache für das Ende der Herrschaft Ruppin im Jahr 1524. Neuruppin blieb danach das Zentrum des Landes Ruppin.
Den Raumnamen Lindow verwendete das Landbuch Kaiser Karls IV. anstelle Ruppins, was wiederum für Herrschaft und Land Ruppin stand. Ob dies allein der böhmischen Sichtweise im Bezug auf die Rückübertragung der Herrschaft Lindau (siehe unten) entsprang, ging aus den Darlegungen von Gerd Heinrich nicht eindeutig hervor. Laut Werte unserer Heimat 25 setzte sich ab dem Ende des 13. Jahrhunderts die Bezeichnung Ruppin durch. Eine Aufstellung darüber, welche Länder- und Landschaftsnamen im Laufe der Jahrhunderte Verwendung fanden, bot die Standardliteratur nicht an. Der Doppelname des Adelshauses Lindow-Ruppin erfüllte eine Funktion. Graf von Ruppin betonte den Schwerpunkt im Norden, Graf von Lindow die Wurzeln und den Machtanspruch im Süden. Die Landesbeschreibung der Mark Brandenburg von 1373 enthielt beide Titulierungen (comes de Reppyn, comes de Lyndaw). Die Verwandtschaft in der Mittelmark (Verkäufe, Hebungen und Afterbelehnungen in Havelland und Zauche) hieß im Urbar nur Lindow (Derer von, Heinrich von, Hetzin von, Johann von, Klaus von und Witwe des Otto von Lindow).

Die Herrschaft Lindow wuchs um den Todestag Waldemars (Brandenburgisches Interregnum) zu Lasten der Mark Brandenburg. Die Ländchen Wusterhausen an der Dosse und Gransee wurden um 1319 erst als Pfand, dann 1349 als Lehen einverleibt oder entfremdet (je nach Perspektive). Andere Zugewinne oder Verluste blieben von kurzer Dauer. Ludwig I., Markgraf von Brandenburg (1323–1351) holte Rathenow und Ländchen Friesack zurück. Die aktive Wiedergewinnungspolitik Karls IV. drängte die Grafen von Lindow-Ruppin dann weitgehend aus dem Havelland heraus. Das Haus Luxemburg erwarb am 4. Juni 1373 gegen Ratenzahlungen zunächst zwei von drei südlichen Territorien des Hauses Lindow-Ruppin – die ums Stift Leitzkau gelegenen Herrschaften Lindau und Möckern (die Herrschaft Dornburg wird in diesem Zusammenhang nicht erwähnt). Den darauf folgenden, jeweiligen aktuellen Stand gaben mehrere Schriftquellen wieder.
In der Landesbeschreibung der Mark Brandenburg von 1373 gehörte die Burg Bötzow, dies schloss das Umland mit ein, dem Grafen von Ruppin (comes de Reppyn). Albrecht VI. reichte ungefähr zu deren Erstellungszeit im Herbst 1373 das Pfand weiter. Am 3. Mai 1376 tauschte er die Pfänder Ländchen Rhinow und Glien mit Karl IV. gegen Lindau und Möckern ein. Für die Vogtei Bötzow übertrug er das Einlösungsrecht an den Regenten der Mark. Das Landbuch Kaiser Karls IV., Hauptabschnitt Landesbeschreibung Glien wies die befestigte Ortschaft Bötzow als wieder markbrandenburgisch aus. Der Hauptabschnitt 5.3 Burgregister Havelland ging ins Detail, listete bei [dem Flecken] Bötzow die entsprechenden Rechte, Wälder, Heiden und 8 umliegende Dörfer auf. Eventuell gehörte Neue Mühle (Oranienburg) als Einzelsiedlung auch dazu. Die aufgezählten Ortschaften stimmten nur teilweise mit denen der Pfändungsurkunde vom 16. Februar 1350 überein. Der Hauptabschnitt Landesbeschreibung Herrschaft Lindow umfasste weiterhin Rhinow. Ein Teil der Kaufsumme für die zwei südlichen Herrschaften stand wohl noch aus, daher hielt Albrecht VI. das Ländchen Rhinow zurück. Der Nebenabschnitt 2.3 Burgen-Anordnung von 1377 führte nach wie vor keine Burg Rhinow auf. Zu beachten war, dass bei den genannten havelländischen Ländchen die geografischen und verwaltungsmäßigen Grenzen voneinander abwichen. Zudem sprach das Amtsbuch von der Grafschaft Lindow (Comitatus Lindowensis). Eine solche bestand aber nie, sondern stets eine Herrschaft.

Das Land Lindow und die gleichnamige Herrschaft deckten sich in großen Teilen. An den Rändern wichen beide voneinander ab. Beispielsweise gehörte die Herrschaft Fürstenberg im Nordosten lediglich kurzzeitig den Grafen von Lindow-Ruppin. Die Landschaft umrissen im Osten die Oberhavel, im Süden der Rhin und im Westen die Dosse. Im Norden musste die Landes- zugleich als Landschaftsgrenze dienen. Naturräumlich lag das Rheinsberger Becken bereits in der Mecklenburgischen Seenplatte. Die Geomorphologie verzahnte märkische und mecklenburgische Landschaften eng miteinander.
Über das Land Lindow bot das Urbar kaum Informationen an. Seine Siedlungen fehlten in den Dorfregistern. Die zwei kleinen Ausnahmen (östlicher Gemarkungsteil von Teetz bereits diesseits der Dosse, ein paar unten genannte Worte zu beiden Löwenbergs) änderten diese Feststellung nicht. Sie betraf auch das Kloster Zehdenick. Alle seine erfassten Besitzungen lagen in anderen Landschaften. Das Kloster Lindow listete der Hauptabschnitt 10 Vermögen der Kirche erst gar nicht auf. Darüber hinaus ließen sich lediglich befestigte Ortschaften und Städte herauslesen: Alt Ruppin, Gransee (Verweis auf Belehnung durch Markgrafen), Lindow im Ruppin, Neuruppin, Rheinsberg, Wusterhausen an der Dosse und Zehdenick (verwaltungsmäßig zum Uckerland).

Das Ländchen Löwenberg schmiegte sich östlich an die Herrschaft Lindow. Es bestand im Norden aus einem schmalen, mehrere Siedlungen umfassenden Streifen um Badingen bei Zehdenick, ging im Süden mit dem Flecken Löwenberg samt umliegenden Dörfern in die Breite. Wann und wie der Landstrich zu Brandenburg gelangte, wurde nicht überliefert. Aus Indizien schloss Lieselott Enders, dass Albrecht I., Markgraf von Brandenburg (1150–1170) im Wendenkreuzzug 1147 das Retschanenland erbeutete. Den löwenbergischen Teil reichten seine Urenkel Johann I. und Otto III. weiter. Die Markgrafenbrüder tauschten ihn mit Heinrich I., Bischof von Brandenburg (1263–1277/1278) gegen das Ländchen Königsberg (Neumark, die namensgebende Stadt mit 10 Dörfern) ein. Nach der Einigung 1267 erfolgte der Übergang 1270. Nun war das Ländchen Löwenberg ein Teil des Hochstifts Brandenburg. Gute 100 Jahre später vermerkte das Amtsbuch für Burg und Flecken Löwenberg, dass sie von alters her [dem Markgrafen] keine Abgaben und Dienste leisteten.

Die Gegend von Wittstock an der Dosse gen Morgen knüpfte die Geschichte an die Prignitz. Ursprünglich übten hier die Fürsten von Mecklenburg die Landesherrschaft aus. In mehreren Schritten zwischen kurz vor 1320 bis 1436 ging sie ans Hochstift Havelberg über. Das Interessantere aus Sicht des Landbuchs Kaiser Karls IV. reichte in eine ältere Zeitebene zurück. Das Kloster Amelungsborn erhielt 1233 am Nordufer des Dranser Sees 60 Hufen zur Errichtung einer Ferngrangie. Dort entstanden voneinander getrennt der Wirtschaftshof und das Dorf Dranse. Nach Zukäufen umfasste der Besitzkomplex insgesamt 11 Dörfer, einen Pfleghof in Wittstock und Weiteres. Wahrscheinlich im 2. Viertel des 14. Jahrhunderts legten die Zisterzienser ein Güterverzeichnis an. Das Amelungsborner Urbar charakterisierte Hans K. Schulze mit den Worten: es „…übertrifft in seiner Ausführlichkeit und in der Darlegung der speziellen Rechtsverhältnisse die bekannten brandenburgischen Landbücher von 1337 und 1375 bei weitem.“ Der Klosterbesitz lag während der Entstehungen von Beiden, genauer bis 1430 in der Herrschaft Werle. Dies verhinderte einen direkten Vergleich.

## Teltow

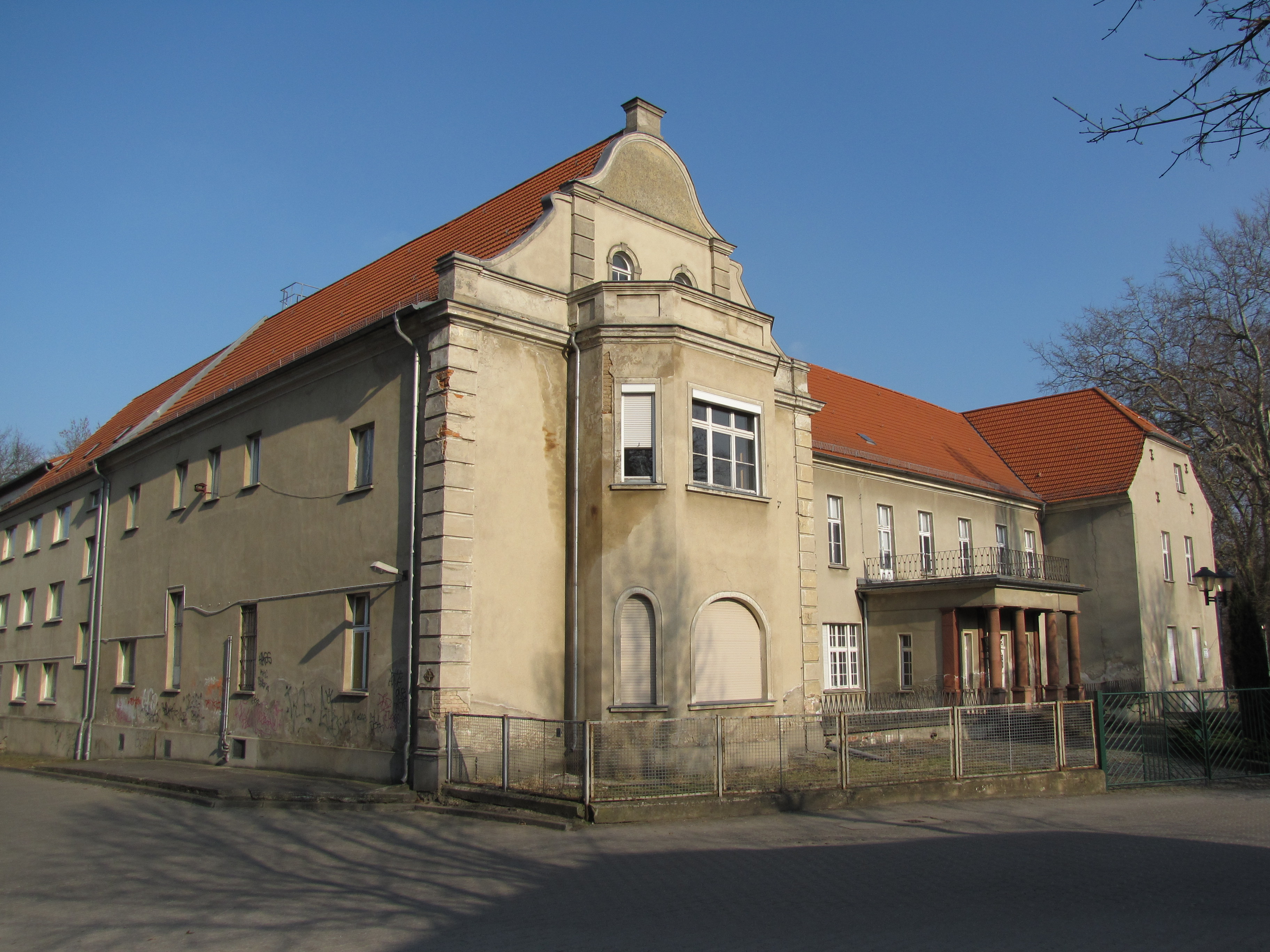
Das Schloss Zossen steht ungefähr an der Stelle der früheren Burg

Der Landschaftsname Teltow erschien erstmals im 13. Jahrhundert und stammte wohl aus dem Slawischen. Zunächst fiel darunter nur der sogenannte Hohe Teltow oder Hauptkreis. Die Grundmoränen-Platte umrandeten im Norden die Spree, im Osten die Dahme, im Süden die Notte und das Talgebiet von Mittenwalde im Teltow über den Rangsdorfer See bis Trebbin, im Südwesten die Nuthe und im Nordwesten die Havel. Später erweiterte sich der Begriff auf die südlich gelegenen Niederungs- und Kleinplattengebiete, erst bis zum Nordrand des Baruther Urstromtals (bereits in askanischer Zeit), dann des Flämings (ab 1730/1773 mit Ostteil des Luckenwaldeschen Kreises). Das Landbuch Kaiser Karls IV. vermerkte den Teltow als Gerichtsbezirk.

Die Vogtei Trebbin lag im erwähnten Niederungsgebiet mit ihren eingestreuten Kleinplatten und wurde vom Urbar dem Teltow zugerechnet. Sie blickte auf zwei Vorläufer – den spätslawischen Burgwallbezirk Kliestow und die eigenständige Herrschaft der Edelfreien von Trebbin – zurück. Beide erstreckten sich links und rechts der Nuthe. Die Mark Brandenburg bemächtigte sich des schmalen, östlich des Flusses bleibenden Landstreifens ab Trebbin südwärts. Dies geschah wohl im Zuge von Teltow- und Magdeburger Krieg um 1240–1250. Die askanische Verwaltungseinheit überlieferte keine schriftlichen Zeugnisse. Sie ließ sich aber aus dem Amtsbuch erschließen. Laut Burgregister Trebbin zählten dazu der namensgleiche Flecken sowie Christinendorf, Schulzendorf bei Trebbin, Kliestow und Neuendorf bei Trebbin. Die verhältnismäßig geringe Ausdehnung passte zu zahlreichen, ähnlich kleinen Vogteien dieser Periode. Entscheidend war hier die Kontrolle der Handelsstraßen sowie die strategische Lage zwischen dem Erzstift Magdeburg und der Mark Lausitz.
Vermutlich reihte sich ab Ende des 13. Jahrhunderts ein Pfandherr an den nächsten. Die häufig wechselnden Besitzer in der ersten Hälfte des 14. Jahrhunderts benannte eine Urkunde von 1357. Sie bezeichnete Niemanden als Vogt. Das Landbuch, Nebenabschnitt 2.3 Burgen-Anordnung von 1377 überlieferte mit Nickel von Reckenberg den ersten namentlich bekannten Amtsinhaber. Der Amtstitel stellte eine Reminiszenz an frühere Zeiten dar, Burghauptmann traf es besser. Die Vogtei Trebbin war spätestens im 14. Jahrhundert dem Teltow zugeschlagen worden und entsprach dem Charakter der Ämter des 15. Jahrhunderts. Reckenberg und 10 Burgmannen erhielten für die Burghut alle jährlichen Einkünfte aus dem Flecken, den Dörfern, den Äckern und Wiesen in Höhe von 40 Schock an Böhmischen Groschen. Der Landesherr reservierte sich die Einnahmen aus Geleit, Zoll, Wäldern, Honig, Gerichten und allem Weiterem. Dass Teile davon an Dritte vergeben waren, zeigte das Burgregister. Außer in Christinendorf lebte in den Dörfern je ein Lehnmann.
Das Dorfregister Teltow erfasste nur den Hauptkreis. Friedrich II., Kurfürst von Brandenburg (1440–1471) schloss am 5. Juni 1462 den Friede von Guben ab. Dabei wechselte die Herrschaft Teupitz die Markgrafschaft, von Lausitz zu Brandenburg. Sie blieb jedoch ein Lehen der böhmischen Krone. Den gleichen Status behielt die Herrschaft Zossen, als sie Johann Cicero, Kurfürst von Brandenburg (1486–1499) anno 1490 erwarb. Die beiden Herrschaften wurden erst seit diesen Zeitpunkten Brandenburg und Teltow zugerechnet.
Allerdings gab es für die zwei Gebiete Ausnahmen. Der Norden der Herrschaft Teupitz erschien im Amtsbuch. Burgregister und Landesbeschreibung listeten die Burg Wendisch Wusterhausen auf. Um sie herum gruppierten sich im Dorfregister Deutsch Wusterhausen, Groß und Klein Besten, Hoherlehme (Ortsteil von Wildau), Schenkendorf bei Mittenwalde und Zernsdorf sowie als Mühleneinzelsiedlung die Neue Mühle (Königs Wusterhausen). Diese 7 Ortschaften wies auch das Dorfverzeichnis aus sowie zusätzlich Wendisch Wusterhausen. Für die Herrschaft Zossen vermerkte die Landesbeschreibung die namensgebende Burg Zossen als märkisch, die ältere Landesbeschreibung der Mark Brandenburg von 1373 darüber hinaus den Flecken Zossen.

## Uckerland

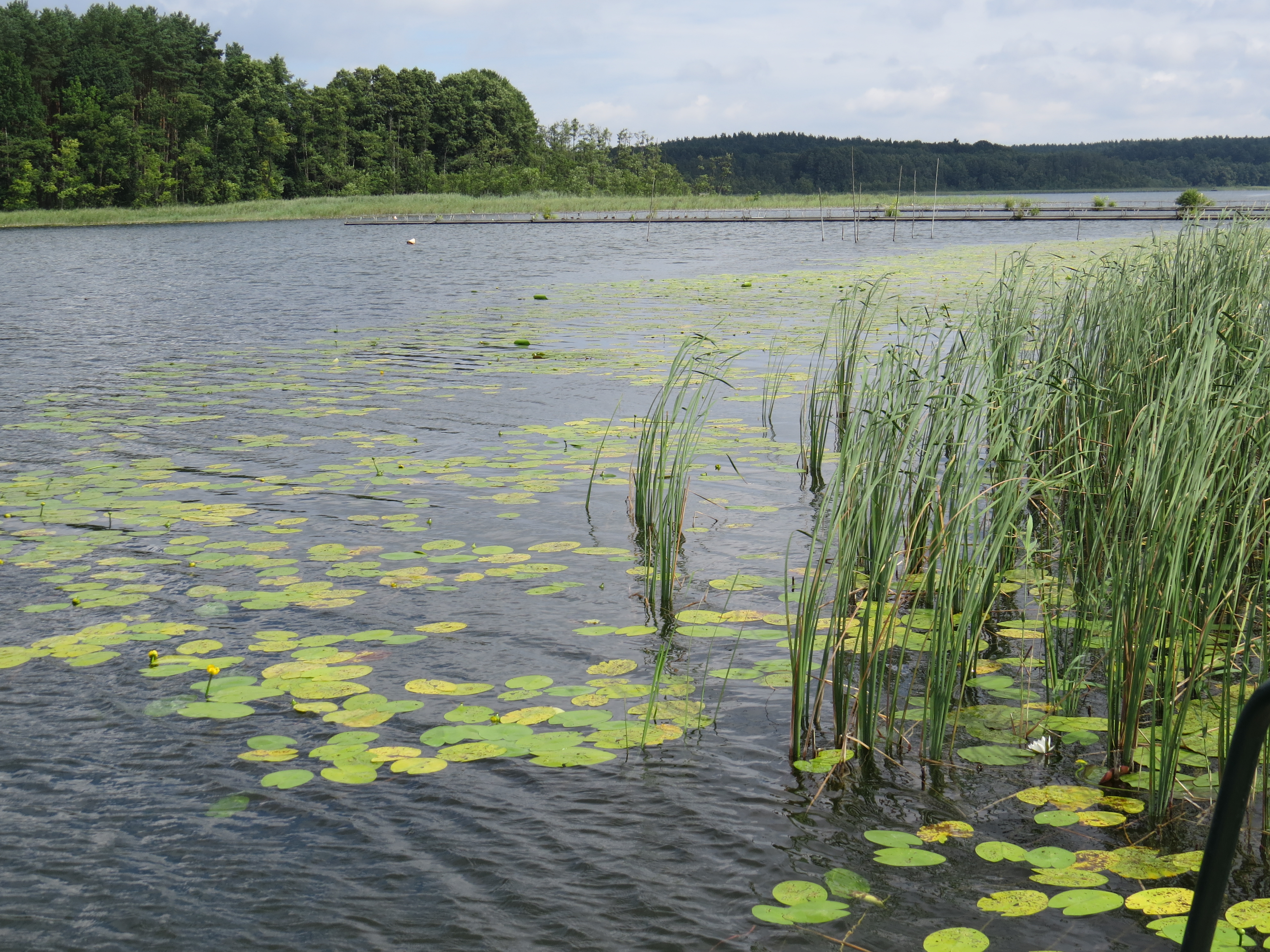
Die letzte Kaltzeit hinterließ hunderte Uckermärkische Seen. Dieser Reichtum schlug sich im Landbuch Kaiser Karls IV. nieder. Allein das Dorfregister vom Flecken namens Boitzenburg listete 15 Seen auf, darunter den Großen Küstrinsee.

Das Uckerland war immer eine Grenzregion. Entsprechend stark schwankte seine Ausdehnung. Im Süden bot das Eberswalder Urstromtal eine eindeutige natürliche Begrenzung. Diese orientierte sich im Südwesten grob an der Oberhavel, schied im Nordwesten die Herrschaft Stargard (Mecklenburg) ab, folgte im Osten nicht mit letzter Konsequenz von der Mündung in die U(e)cker aus der Löcknitz-Randow, Welse und Unteroder. Innerhalb dieser Umrandung gelang den Askaniern der Erwerb in zwei Hauptschritten. Sie kauften zunächst um 1230 den Teil südlich der Welse. Dessen nördlicher Grenzverlauf deckte sich mit dem anschließend vereinbarten zwischen den Bistümern Brandenburg und Cammin. Dann brachte 1250 der Vertrag von Landin den verbleibenden Teil ein. Im Gegenzug ging der Zugang zur Ostsee verloren. Die Nachbarn widersetzten sich dem Expansionsdrang der brandenburgischen Markgrafen gen Norden.
Nach und nach kam es zu territorialen Verlusten. Das Ländchen Lychen gelangte wohl zusammen mit der Herrschaft Stargard 1292 an Mecklenburg. Albrecht III., Mitregent von Brandenburg (1267–1300) belehnte damit seinen Schwiegersohn Heinrich II., Fürst von Mecklenburg (1302–1329). Der größte Verlust hing mit der Abwehr des falschen Waldemars zusammen. Die Allianz hinter ihm wollte Ludwig II. aufbrechen. Daher übertrug der Markgraf 1354 dem Herzogtum Pommern-Stettin den östlichen Streifen des späteren Stolpirischen Kreises. Karl IV. bestätigte den Vertrag als Kaiser im Jahr darauf und nochmals 1370. Langfristig behinderte dies seine Pläne. Das Bedauern schlug sich in einem Satz seines Landbuchs nieder: „…territorio Stolp, quod modo occupat dux Stetynensis…“ – …Land Stolpe, dass jetzt der Herzog von [Pommern-]Stettin besetzt… Erst die Hohenzollern gewannen beide Gebiete zurück. Hingegen blieb der Nordzipfel dauerhaft entfremdet. Das Land um Pasewalk (1354) und Torgelow (1359) fiel als Pfand an das Herzogtum Pommern-Wolgast.
Dass die Askanier zuerst den Teil südlich der Welse erworben hatten, schlug sich so nicht im Urbar nieder. Es rechnete den Südostteil um den Parsteiner See dem Barnim zu. Die Eckpunkte markierten Stolzenhagen an der Oder (Nordost), Hohensaaten (Südost), Britz bei Eberswalde (Südwest) und Glambeck bei Angermünde (Ortsteil von Friedrichswalde; Nordwest). Westlich schloss sich die Große Werbellinische Heide an, ursprünglich zum Retschanenland gehörend. Dessen hatte sich Albrecht I. wohl 1147 im Wendenkreuzzug bemächtigt. Der von ihm gegründeten Markgrafschaft fehlte im Vergleich vom Hochmittelalter zu anno 1375 etwa die Hälfte der uckerländischen Ortschaften. Das schloss neben den o. g. Landstrichen weitere Pfänder (pignora, vandimonia) an Mecklenburg und Pommern mit ein. Von ersterem Nachbarn holte Karl IV. mittels Heiratspolitik 1376 Fürstenwerder, Liebenwalde, Strasburg, Zehdenick und mehr zurück. Jene Wiedererlangung (Rekuperation) floss in das von ihm beauftragte Werk ein (Abschnitte 1 Inhaltsverweise, 4.2 Wälder, 5.1 Burgverzeichnis, 6.8 Stadtregister Uckerland, 7.2 Obergerichte in Städten und Flecken). Zusätzlich notierte es das Archidiakonat in Liebenwalde (ließ aber das in Angermünde weg).
Die nicht brandenburgischen Ortschaften kennzeichnete das Amtsbuch auf unterschiedliche Weise. Die Landesbeschreibung Uckerland führte von den befestigten Ortschaften (municiones) ausdrücklich Angermünde (Anghermunde), Biesenbrow (Bismarowe), Brüssow (Brussow), Jagow (Jagow), Schwedt (Swet) und Stolpe bei Angermünde (Stolpp) als zu Pommern-Stettin gehörig auf. Bei Pasewalk hieß es: besetzt durch den Herzog von Pommern-Wolgast. Bei Torgelow klaffte anstelle einer Angabe der Zugehörigkeit eine Lücke. Löcknitz an der Randow war Teil des Hochstifts Cammin. Das Dorfregister vermerkte im Ländchen Lychen zwei Seen und vier Siedlungen (ab hier siehe jeweils Tabelle). Das Land Stolpe sowie das Gebiet Pasewalk-Torgelow fehlten bis auf wenige Ortschaften. Verpfändungen wurden angegeben oder ignoriert.
| Ortschaft                                     | gehörig zu                           | Register   | Bemerkung |
| --------------------------------------------- | ------------------------------------ | ---------- | --- |
| Alt-Galow (Ortsteil von Schwedt/Oder)         | Pommern-Stettin                      | S. 157     | besetzt Herzog von Pommern-Stettin                                                                           |
| Beenz bei Lychen (Ortsteil von Lychen)        | Mecklenburg-Stargard Ländchen Lychen | S. 266–267 | auswärtige Lage nicht erwähnt                                                                                |
| Belling (Ortsteil von Jatznick)               | Pommern-Wolgast                      | S. 244     | Pfand der Herzöge, dauerhaft in Vorpommern                                                                   |
| Bredereiche                                   | Mecklenburg-Stargard Ländchen Lychen | S. 274     | nur Erwähnung des Ortsnamens                                                                                 |
| Brietzig                                      | Pommern-Wolgast                      | S. 243     | Pfand der Herzöge                                                                                            |
| Crussow                                       | Pommern-Stettin                      | S. 157     | besetzt Herzog von Pommern-Stettin                                                                           |
| Damerow bei Pasewalk                          | Pommern-Wolgast                      | S. 234     | Pfand der Herzöge                                                                                            |
| Dargitz                                       | Pommern-Wolgast                      | S. 244     | Pfand der Herzöge, dauerhaft in Vorpommern                                                                   |
| Fahrenwalde                                   | Pommern-Stettin                      | S. 229     | unter Herzogtum Pommern-Stettin                                                                              |
| Frauenhagen bei Angermünde                    | Pommern-Stettin                      | S. 279     | nur Erwähnung des Ortsnamens                                                                                 |
| Groß Luckow                                   | Pommern-Wolgast                      | S. 245     | Pfand der Herzöge                                                                                            |
| Hohengüstow                                   | Pommern-Stettin                      | S. 237–238 | auswärtige Lage nicht erwähnt                                                                                |
| Jagow (Ortsteil von Uckerland [Ortschaft])    | Pommern-Wolgast                      | S. 248     | auswärtige Lage nicht erwähnt, aber im Abschnitt 11.3.8 Landesbeschreibung Uckerland                         |
| Malchow bei Prenzlau                          | Pommern-Stettin                      | S. 226     | Pfand der jungen Herzöge                                                                                     |
| Neukünkendorf                                 | Pommern-Stettin                      | S. 279     | nur Erwähnung des Ortsnamens, Bestimmungsworte Alt und Neu tauschten im Laufe der Geschichte die Ortschaften |
| Papendorf bei Pasewalk                        | Pommern-Wolgast                      | S. 243–244 | Pfand der Herzöge                                                                                            |
| Pinnow bei Angermünde                         | Pommern-Stettin                      | S. 157     | auswärtige Lage nicht erwähnt                                                                                |
| Polzow                                        | Pommern-Stettin                      | S. 227–228 | Pfand der jungen Herzöge                                                                                     |
| Rollwitz                                      | Pommern-Stettin                      | S. 227     | unter Herzogtum der jungen Herzöge                                                                           |
| Rudow im Uckerland                            | Mecklenburg-Stargard Ländchen Lychen | S. 274     | nur Erwähnung des Ortsnamens                                                                                 |
| Schönermark bei Angermünde                    | Pommern-Stettin                      | S. 157     | besetzt Herzog von Pommern-Stettin                                                                           |
| Schönwalde bei Pasewalk                       | Pommern-Wolgast                      | S. 244     | nur Erwähnung des Ortsnamens, dauerhaft in Vorpommern                                                        |
| Schwarzensee                                  | Mecklenburg-Stargard                 | S. 246     | nur Erwähnung des Ortsnamens                                                                                 |
| Schwedt                                       | Pommern-Stettin                      | S. 157     | besetzt Herzog von Pommern-Stettin                                                                           |
| Stolpe an der Oder                            | Pommern-Stettin                      | S. 157     | besetzt Herzog von Pommern-Stettin                                                                           |
| Stolzenburg                                   | Pommern-Wolgast                      | S. 245–246 | auswärtige Lage nicht erwähnt, dauerhaft in Vorpommern                                                       |
| Tangersdorf                                   | Mecklenburg-Stargard Ländchen Lychen | S. 274     | nur Erwähnung des Ortsnamens                                                                                 |
| Trebenow                                      | Pommern-Wolgast                      | S. 241–242 | Pfand der Herzöge                                                                                            |
| Werbelow (Ortsteil von Uckerland [Ortschaft]) | Pommern-Wolgast                      | S. 242–243 | Pfand der Herzöge                                                                                            |

Lehnschulzen erwähnte das Dorfregister Uckerland zwölfmal. Diese Seltenheit erklärte Lieselott Enders mit ihrer völligen Abgabenfreiheit. Für das Havelland stellte Felix Escher fest, dass sie im Gegensatz zu den Setzschulzen stets erfasst wurden. Das Dorfregister Barnim wies zwölf weitere uckerländische Lehnschulzen aus. Bis auf zwei wohnten alle in Dörfern des Klosters Chorin. In kirchlichen Grundherrschaften behaupteten sich die Lehnschulzen am stärksten. Diese Feststellung und die Zahlen untermauerten für die Landschaft die landesweite Einschätzung, dass die Setz- die Lehnschulzen großflächig abgelöst hatten. Daher so wenige Nennungen. Während sich diese Frage klären ließ, blieb eine andere offen. Warum notierte das Dorfregister Uckerland lediglich fünf Gerichte (Hohengüstow; Jakobshagen; Klockow im Uckerland, ein Ortsteil von Schönfeld [Uckermark]; Röddelin, ein Ortsteil von Templin; Trebenow) und einen Wagendienst (Hohengüstow)?

### Das Landbuch der Mark Brandenburg von 1375 (1940)
1. 1 2 3  Johannes Schultze (Hrsg.): Das Landbuch der Mark Brandenburg von 1375. Kommissionsverlag von Gsellius, Berlin 1940, [Topographische Beschreibung der Mark]. [Marchia Brandeburgensis], S. 62.
2. 1 2  Johannes Schultze (Hrsg.): Das Landbuch der Mark Brandenburg von 1375. Kommissionsverlag von Gsellius, Berlin 1940, [Topographische Beschreibung der Mark]. Marchia media. Glyn, S. 64.
3. 1 2  Johannes Schultze (Hrsg.): Das Landbuch der Mark Brandenburg von 1375. Kommissionsverlag von Gsellius, Berlin 1940, [Topographische Beschreibung der Mark]. Marchia media, S. 63–65.
4. ↑  Johannes Schultze (Hrsg.): Das Landbuch der Mark Brandenburg von 1375. Kommissionsverlag von Gsellius, Berlin 1940, [Dorfregister], S. 76–411, Familienname Lindow: Derer von: Kotzen S. 185; Heinrich von: Brachwitz S. 207–208, Ober-Nichel S. 210; Hetzin von: Derwitz S. 218; Johann von: Birkhorst S. 200, Buchholz bei Treuenbrietzen S. 206, Nieder-Nichel S. 206–207, Brachwitz S. 208, Ober-Nichel S. 210, Wittbrietzen S. 211–212, Ficksdorf S. 212; Klaus von: Niebel S. 201; Witwe des Otto von: Nieder-Nichel S. 210.
5. 1 2 3  Johannes Schultze (Hrsg.): Das Landbuch der Mark Brandenburg von 1375. Kommissionsverlag von Gsellius, Berlin 1940, Beschreibung der Mark Brandenburg 1373, S. 1–5.
6. ↑  Johannes Schultze (Hrsg.): Das Landbuch der Mark Brandenburg von 1375. Kommissionsverlag von Gsellius, Berlin 1940, [Die Burgen]. De castris super Obula. Botzow, S. 44.
7. ↑  Johannes Schultze (Hrsg.): Das Landbuch der Mark Brandenburg von 1375. Kommissionsverlag von Gsellius, Berlin 1940, [Topographische Beschreibung der Mark]. Marchia media. Comitatus Lindowensis, S. 65.
8. ↑  Johannes Schultze (Hrsg.): Das Landbuch der Mark Brandenburg von 1375. Kommissionsverlag von Gsellius, Berlin 1940, [Rechentabellen und Übersichten]. Dispositio castrorum sub anno domini 1377 feria 3 post festum S. Lucie per dominum imperatorem facta, S. 22–23.
9. ↑  Johannes Schultze (Hrsg.): Das Landbuch der Mark Brandenburg von 1375. Kommissionsverlag von Gsellius, Berlin 1940, [Rechentabellen und Übersichten]. Fredericstorp. Tytze, S. 24.
10. 1 2  Johannes Schultze (Hrsg.): Das Landbuch der Mark Brandenburg von 1375. Kommissionsverlag von Gsellius, Berlin 1940, (Obule et Merice). Bona episcopi Brandenburgensis. Lowenberg, S. 187.
11. ↑  Johannes Schultze (Hrsg.): Das Landbuch der Mark Brandenburg von 1375. Kommissionsverlag von Gsellius, Berlin 1940, [Das Landbuch], S. 31–411, Kloster Zehdenick: Fahrland S. 43, Eberswalde S. 51, Schwanebeck bei Bernau S. 116, Ahrensfelde S. 117, Lindenberg bei Berlin S. 123, Beiersdorf im Barnim S. 153, Dallgow S. 161, Dyrotz S. 166, Klosterwalde S. 261–262; nicht erwähnt in: Hindenburg bei Templin S. 276, Hammelspring S. 276.
12. ↑  Johannes Schultze (Hrsg.): Das Landbuch der Mark Brandenburg von 1375. Kommissionsverlag von Gsellius, Berlin 1940, De monasteriis, S. 61.
13. 1 2  Johannes Schultze (Hrsg.): Das Landbuch der Mark Brandenburg von 1375. Kommissionsverlag von Gsellius, Berlin 1940, [Inhaltsverweise], S. 31–33.
14. 1 2  Johannes Schultze (Hrsg.): Das Landbuch der Mark Brandenburg von 1375. Kommissionsverlag von Gsellius, Berlin 1940, De civitatibus. Territorium Ukere, S. 56.
15. 1 2  Johannes Schultze (Hrsg.): Das Landbuch der Mark Brandenburg von 1375. Kommissionsverlag von Gsellius, Berlin 1940, Hec sunt civitates et opida, in quibus dominus habet iudicium supremum, S. 59.
16. 1 2  Johannes Schultze (Hrsg.): Das Landbuch der Mark Brandenburg von 1375. Kommissionsverlag von Gsellius, Berlin 1940, [Die Burgen]. De castris super Teltow. Trebin, S. 39–40.
17. ↑  Johannes Schultze (Hrsg.): Das Landbuch der Mark Brandenburg von 1375. Kommissionsverlag von Gsellius, Berlin 1940, [Rechentabellen und Übersichten]. Dispositio castrorum sub anno domini 1377 feria 3 post festum S. Lucie per dominum imperatorem facta. Trebbyn, S. 22.
18. ↑  Johannes Schultze (Hrsg.): Das Landbuch der Mark Brandenburg von 1375. Kommissionsverlag von Gsellius, Berlin 1940, Berichtigungen, S. 470.
19. ↑  Johannes Schultze (Hrsg.): Das Landbuch der Mark Brandenburg von 1375. Kommissionsverlag von Gsellius, Berlin 1940, [Die Burgen]. De castrἱs super Teltow. Wusterhůsen, S. 38.
20. ↑  Johannes Schultze (Hrsg.): Das Landbuch der Mark Brandenburg von 1375. Kommissionsverlag von Gsellius, Berlin 1940, [Topographische Beschreibung der Mark]. Marchia media. Teltow, S. 64.
21. ↑  Johannes Schultze (Hrsg.): Das Landbuch der Mark Brandenburg von 1375. Kommissionsverlag von Gsellius, Berlin 1940, Teltow, S. 76–105, Herrschaft Teupitz: Hoherlehme S. 87–88; Deutsch Wusterhausen S. 91; Schenkendorf bei Mittenwalde S. 104; Neue Mühle (Königs Wusterhausen) S. 104; Groß Besten S. 104; Klein Besten S. 105; Zernsdorf S. 105.
22. ↑  Johannes Schultze (Hrsg.): Das Landbuch der Mark Brandenburg von 1375. Kommissionsverlag von Gsellius, Berlin 1940, Nomina villarum Teltow, S. 67–69.
23. 1 2 3  Johannes Schultze (Hrsg.): Das Landbuch der Mark Brandenburg von 1375. Kommissionsverlag von Gsellius, Berlin 1940, Uker[mark], S. 224–284.
24. 1 2 3 4  Johannes Schultze (Hrsg.): Das Landbuch der Mark Brandenburg von 1375. Kommissionsverlag von Gsellius, Berlin 1940, Barnym. Barnym dἱstrictus Strutzeberg, S. 126–159.
25. ↑  Johannes Schultze (Hrsg.): Das Landbuch der Mark Brandenburg von 1375. Kommissionsverlag von Gsellius, Berlin 1940, Barnym. Barnym dἱstrictus Strutzeberg. Bona monasterii Coryn. [weitere Güter], S. 156–157, hier S. 157, Z. 6–7.
26. ↑  Johannes Schultze (Hrsg.): Das Landbuch der Mark Brandenburg von 1375. Kommissionsverlag von Gsellius, Berlin 1940, De silvis seu silvarum proventibus, S. 36.
27. ↑  Johannes Schultze (Hrsg.): Das Landbuch der Mark Brandenburg von 1375. Kommissionsverlag von Gsellius, Berlin 1940, [Die Burgen]. Summe reddituum ad castra pertinentium, S. 36–37.
28. ↑  Johannes Schultze (Hrsg.): Das Landbuch der Mark Brandenburg von 1375. Kommissionsverlag von Gsellius, Berlin 1940, Beneficia ad presentacἱonem spectantἱa domini marchionis, S. 60–61.
29. ↑  Johannes Schultze (Hrsg.): Das Landbuch der Mark Brandenburg von 1375. Kommissionsverlag von Gsellius, Berlin 1940, [Die Burgen]. De castris in Ukera. Breten, S. 47, Breten est castrum sine opydo et sine villa iacens in magna merica Werbelyn.
30. 1 2  Johannes Schultze (Hrsg.): Das Landbuch der Mark Brandenburg von 1375. Kommissionsverlag von Gsellius, Berlin 1940, [Topographische Beschreibung der Mark]. Marchia media. Ukera, S. 65.
31. ↑  Johannes Schultze (Hrsg.): Das Landbuch der Mark Brandenburg von 1375. Kommissionsverlag von Gsellius, Berlin 1940, Uker[mark], S. 224–284, Lehnschulzen: Neuenfeld bei Brüssow S. 232; Ziemkendorf S. 235; Werbelow S. 243; Schönermark S. 257; Dorf Boitzenburg S. 263; Günterberg S. 277; Hardenbeck S. 280; Bröddin S. 280; Warthe S. 280; Kuhz S. 281; Haßleben S. 281; Grünow bei Prenzlau S. 283.
32. ↑  Johannes Schultze (Hrsg.): Das Landbuch der Mark Brandenburg von 1375. Kommissionsverlag von Gsellius, Berlin 1940, Barnym, S. 105–159, Lehnschulzen im Uckerland: Poratz S. 152 (Henning und Otto von Ahlimb); Hohensaaten S. 156 (Johannes von Wulkow); Britz bei Eberswalde S. 157; Chorin S. 157; Serwest S. 157; Groß Ziethen bei Angermünde S. 157; Herzsprung bei Angermünde S. 157; Stolzenhagen an der Oder S. 158; Lüdersdorf S. 158; Parstein S. 158; Brodowin S. 158; Golzow bei Eberswalde S. 158.
33. ↑  Johannes Schultze (Hrsg.): Das Landbuch der Mark Brandenburg von 1375. Kommissionsverlag von Gsellius, Berlin 1940, Uker[mark], S. 224–284, Gerichte: Klockow S. 232; Gustow prope Gransow S. 238; Trebenow S. 242; Jacobeshaghen S. 261; Röddelin S. 274, Wagendienst: Gustow prope Gransow S. 238.

### Weitere Einzelnachweise
1. ↑  Rosemarie Baudisch: Geographische Grundlagen und historisch-politische Gliederung Brandenburgs. In: Brandenburgische Geschichte. Akademie Verlag, Berlin 1995, ISBN 3-05-002508-5, Landschaften. Mittelmark, S. 22–30, hier S. 22–23.
2. ↑  Lew Hohmann: Die Brandenburger. Be.Bra Verlag, Berlin 1998, ISBN 3-930863-47-2, Die Kurmark Brandenburg, S. 30–31.
3. 1 2  Karl Brunner: Kleine Kulturgeschichte des Mittelalters. originale Auflage, Verlag C. H. Beck, München 2012, ISBN 978-3-406-63715-5, VI Kultur-Landschaften. Landschaft und Weltbild, S. 217–219.
4. ↑  Jiři Fajt, Wilfried Franzen, Peter Knüvener: Einführung. In: Die Altmark von 1300 bis 1600. 1. Auflage, Lukas Verlag, Berlin 2011, ISBN 978-3-86732-106-8, Marchia transalbeana, S. 17–21.
5. ↑  Joachim Stephan: Die Vogtei Salzwedel. Peter Lang, Frankfurt am Main 2006, ISBN 3-631-54808-7, Einführung, S. 1–4.
6. ↑  Sebastian Brather: Hochmittelalterliche Siedlungsentwicklung um Kloster Lehnin – Slawen und Deutsche in der Zauche. In: Veröffentlichungen des Brandenburgischen Landesmuseums für Ur- und Frühgeschichte. Band 27. Hüthig Verlagsgemeinschaft, Heidelberg 1993, ISBN 3-8226-2392-X, 11. Burgen und Verkehrssystem. S. 144–146, „Flussregel“: S. 145.
7. 1 2 3 4 5 6 7 8 9 10  Gerd Heinrich (Bearbeitung), K. Bremer, H.-J. Nitschke, Ch. Tolkmitt (Kartographie), G. Preuß (Kartolithographie und Reproduktion): Die Mark Brandenburg 1319–1575. Territoriale Entwicklung. Maßstab 1 : 650.000. Abteilung III, In: Historische Kommission zu Berlin beim Friedrich-Meinecke-Institut der Freien Universität Berlin (Hrsg.): Historischer Handatlas von Brandenburg und Berlin. Walter de Gruyter & Co., Berlin 1971.
8. ↑  Rosemarie Baudisch: Geographische Grundlagen und historisch-politische Gliederung Brandenburgs. In: Brandenburgische Geschichte. Akademie Verlag, Berlin 1995, ISBN 3-05-002508-5, Landschaften. Glin, S. 27.
9. ↑  Ulrich Waack: Kirchenbau und Ökonomie. Lukas Verlag, Berlin 2009, ISBN 978-3-936872-73-6, Einleitung. Fragestellung und Abgrenzung, S. 15–22, hier S. 15–16.
10. 1 2 3 4  Gerd Heinrich: Die Grafen von Arnstein. Böhlau Verlag, Köln 1961, 2. Teil. Entstehung und Ausbildung der Herrschaften der Grafen von Arnstein, Grafen von Barby und Grafen von Lindow. VII. Die Grafen von Lindow-Ruppin. B. Der Grundbesitz, S. 341–379.
11. 1 2 3  Lisa Riedel: Überschau. In: Ruppiner Land. Akademie-Verlag, Berlin 1981, Die Siedlungen. Herrschaft Ruppin, S. 16–18.
12. ↑  Rolf Barthel: Neuruppin. Landkreis Ostprignitz-Ruppin (60 km nw Berlin). In: Städtebuch Brandenburg und Berlin. Verlag W. Kohlhammer, Stuttgart 2000, ISBN 3-17-015388-9, 2 Die Lage der Stadt in der Landschaft. 2 c Zentralörtliche Gliederung, S. 362.
13. ↑  Rudolf Schneider: Überschau. In: Ruppiner Land. Akademie-Verlag, Berlin 1981, Die Landschaft. Jungmoränengebiet, S. 1–3.
14. 1 2 3 4  Gerd Heinrich: Die Grafen von Arnstein. Böhlau Verlag, Köln 1961, Exkurse. XXXVIII Comitatus Lindowensis (Anmerkung 1837), S. 505–506.
15. ↑  Autorenkollektiv: Das Rheinsberg-Fürstenberger Seengebiet. Akademie-Verlag, Berlin 1974, Überschau. Historische Entwicklung, S. 18–29, hier S. 20.
16. ↑  Gerd Heinrich: Die Grafen von Arnstein. Böhlau Verlag, Köln 1961, 2. Teil. Entstehung und Ausbildung der Herrschaften der Grafen von Arnstein, Grafen von Barby und Grafen von Lindow. VII. Die Grafen von Lindow-Ruppin, S. 335–391.
17. ↑  Elżbieta Foster: Brandenburgisches Namenbuch. Die Ortsnamen des Landes Ruppin (= K. Gutschmidt, H. Schmidt im Auftrag Geisteswissenschaftliches Zentrum Geschichte und Kultur Ostmitteleuropas (Hrsg.): Brandenburgisches Namenbuch. Teil 11; Berliner Beiträge zur Namenforschung. Band 12). Verlag Hermann Böhlaus Nachfolger, Weimar 1998, II. Erklärung der Namen. A. Die Landschafts- und Stammesnamen, S. 37–39.
18. ↑  Gerd Heinrich: Die Grafen von Arnstein. Böhlau Verlag, Köln 1961, 2. Teil. Entstehung und Ausbildung der Herrschaften der Grafen von Arnstein, Grafen von Barby und Grafen von Lindow. VII. Die Grafen von Lindow-Ruppin. C. Die Herrschaftsbildung, S. 379–391.
19. ↑  Johannes Schultze: Die Mark Brandenburg. 1. Band. 4. Auflage, Duncker & Humblot, Berlin 2011, ISBN 978-3-428-13480-9, Anhang: Gebiete, die nicht der askanischen Landesherrschaft unterstanden. Land Ruppin, S. 247–252.
20. ↑  Felix Escher: Brandenburgische Burgen und ihr Zubehör – Gedanken zum Burgenverzeichnis im Landbuch von 1375. In: Die Dinge beobachten … Verlag Marie Leidorf, Rahden in Westfalen 2008, ISBN 978-3-89646-462-0, S. 225–230.
21. ↑  Gerd W. Lutze (Autor), Lars Albrecht, Joachim Kiesel, Martin Trippmacher (Landschaftsvisualisierung): Naturräume und Landschaften in Brandenburg und Berlin. Gliederung, Genese und Nutzung. Be.Bra Wissenschaft Verlag, Berlin 2014, ISBN 978-3-95410-030-9, Havel- und Luchland. Untergliederung und Teilräume, S. 75–81 (siehe auch Landkarten S. 74, 76).
22. ↑  Gerd Heinrich: Kulturatlas Brandenburg. 4. Auflage, Hendrik Bäßler Verlag, Berlin 2015, ISBN 978-3-930388-63-9, Besitzverhältnisse des Havellands im 14. Jahrhundert, S. 12–13.
23. ↑  Gerd W. Lutze (Autor), Lars Albrecht, Joachim Kiesel, Martin Trippmacher (Landschaftsvisualisierung): Naturräume und Landschaften in Brandenburg und Berlin. Gliederung, Genese und Nutzung. Be.Bra Wissenschaft Verlag, Berlin 2014, ISBN 978-3-95410-030-9, Ruppin und Oberhavel. Lage und Namensgebung, S. 111.
24. ↑  Gerd Heinrich: Die Grafen von Arnstein. Böhlau Verlag, Köln 1961, Beilagen. Karten. 3. Die Herrschaft Ruppin um 1490.
25. ↑  Gerd W. Lutze (Autor), Lars Albrecht, Joachim Kiesel, Martin Trippmacher (Landschaftsvisualisierung): Naturräume und Landschaften in Brandenburg und Berlin. Gliederung, Genese und Nutzung. Be.Bra Wissenschaft Verlag, Berlin 2014, ISBN 978-3-95410-030-9, Ruppin und Oberhavel. Untergliederung. Rheinsberger Becken, S. 116–117.
26. ↑  Johannes Schultze: Die Mark Brandenburg. 2. Band. 4. Auflage, Duncker & Humblot, Berlin 2011, ISBN 978-3-428-13480-9, II. Die Mark unter dem Hause Luxemburg. 1. Kaiser Karl IV. (1373–1378), S. 161–175.
27. ↑  Anette Kugler: Brandenburgisches Klosterbuch. Band I. Be.Bra Wissenschaft Verlag, Berlin 2007, ISBN 978-3-937233-26-0, Lindow. Zisterzienserinnen (?). 1.2 Zur Lage, S. 818.
28. ↑  Dietrich Kurze: Die weltliche Macht der Brandenburger Bischöfe. Ihr Verhältnis zum Reich und zur Landesherrschaft der Brandenburger Markgrafen. In: Wege in die Himmelsstadt. 1. Auflage, Lukas Verlag, Berlin 2005, ISBN 3-936872-40-6, S. 145–160, inklusive Landkarte Diözese und Hochstift Brandenburg im 15. Jahrhundert: S. 149.
29. ↑  Jan Winkelmann: Die Mark Brandenburg des 14. Jahrhunderts. 1. Auflage, ISBN 978-3-86732-112-9, Lukas Verlag, Berlin 2011, Herrschaft in Brandenburg. Die Außenseite der markgräflichen Herrschaft – Stände in der Mark Brandenburg. Die Bistümer. Partner und Konkurrenten der Markgrafen, S. 152–167.
30. 1 2 3  Lieselott Enders: Die Uckermark. 2. Auflage, Berliner Wissenschafts-Verlag, Berlin 2008, ISBN 978-3-8305-1490-9, I. Die Herrschaftsbildung feudaler Fürsten im Land zwischen Elbe und Oder. 3. Die Herrschaftsbildung in der zweiten Hälfte des 12. und im 13. Jahrhundert, S. 34–43, hier S. 40–43.
31. ↑  Johannes Schultze: Die Mark Brandenburg. 1. Band. 4. Auflage, Duncker & Humblot, Berlin 2011, ISBN 978-3-428-13480-9, 15. Johann I. und Otto III. (1220–1267). b) Das Land über der Oder, S. 154–159, Tausch: S. 155–157.
32. ↑  Johannes Schultze: Die Mark Brandenburg. 1. Band. 4. Auflage, Duncker & Humblot, Berlin 2011, ISBN 978-3-428-13480-9, Stammtafel der Markgrafen, Beilage.
33. ↑  Hans K. Schulze: Siedlung, Wirtschaft und Verfassung im Mittelalter. Böhlau Verlag, Köln 2006, ISBN 978-3-412-15602-2, Zisterziensersiedlungen im brandenburgisch-mecklenburgischen Grenzgebiet, S. 115–132, Amelunxborner Urbar: S. 126–130 (Erstveröffentlichung: Jahrbuch für Berlin-Brandenburgische Kirchengeschichte. Band 41, 1966, S. 10–29).
34. ↑  Lieselott Enders: Die Prignitz. 1. Auflage, Verlag für Berlin-Brandenburg, Potsdam 2000, ISBN 3-935035-00-4, A. Die politischen Verhältnisse. 4. Der Bischof von Havelberg als Landesherr. Territorialbesitz, S. 152–154.
35. ↑  Hans K. Schulze: Siedlung, Wirtschaft und Verfassung im Mittelalter. Böhlau Verlag, Köln 2006, ISBN 978-3-412-15602-2, Zisterziensersiedlungen im brandenburgisch-mecklenburgischen Grenzgebiet. Fußnote 55, S. 126 (Erstveröffentlichung: Jahrbuch für Berlin-Brandenburgische Kirchengeschichte. Band 41, 1966, S. 10–29).
36. ↑  Winfried Schich: Brandenburgisches Klosterbuch. Band I. Be.Bra Wissenschaft Verlag, Berlin 2007, ISBN 978-3-937233-26-0, Höfe nicht brandenburgischer Klöster und die Orte mit dem Namen ‚Münchehofe‘ in Brandenburg. Dranse S. 50–52.
37. 1 2  Rosemarie Baudisch: Geographische Grundlagen und historisch-politische Gliederung Brandenburgs. In: Brandenburgische Geschichte. Akademie Verlag, Berlin 1995, ISBN 3-05-002508-5, Landschaften. Teltow, S. 27–28.
38. ↑  Eberhard Bohm: Teltow und Barnim. Böhlau Verlag, Köln 1978, ISBN 3-412-03878-4, B. Teltow. I. Natürliche Grundlagen und Grenzen, S. 14–15.
39. 1 2  Lieselott Enders: Historisches Ortslexikon für Brandenburg. Teltow. Hermann Böhlaus Nachfolger, Weimar 1976, Quellen und Literatur. (Archivalische) Quellen zu den einzelnen Punkten. Zu 7. 1375, S. 389.
40. 1 2  Gerd W. Lutze (Autor), Lars Albrecht, Joachim Kiesel, Martin Trippmacher (Landschaftsvisualisierung): Naturräume und Landschaften in Brandenburg und Berlin. Gliederung, Genese und Nutzung. Be.Bra Wissenschaft Verlag, Berlin 2014, ISBN 978-3-95410-030-9, Mittelbrandenburgische Platten und Niederungen. Untergliederung, S. 62–68 (siehe auch Landkarten S. 60, 63).
41. ↑  Rosemarie Baudisch: Geographische Grundlagen und historisch-politische Gliederung Brandenburgs. In: Brandenburgische Geschichte. Akademie Verlag, Berlin 1995, ISBN 3-05-002508-5, Landschaften. Fläming, S. 24.
42. ↑  Gerd Heinrich (Bearbeitung), H.-J. Nitschke, W. Scharfe (Kartographie), S. Merz, G. Preuß, F. Staratzke (Kartolithographie und Reproduktion): Verwaltungsgliederung 1608–1806. Beritte und Kreise der Altmark, Kurmark und Neumark. Maßstab 1 : 500.000. Abteilung II, In: Historische Kommission zu Berlin beim Friedrich-Meinecke-Institut der Freien Universität Berlin (Hrsg.): Historischer Handatlas von Brandenburg und Berlin. Walter de Gruyter & Co., Berlin 1969.
43. 1 2  Eberhard Bohm: Teltow und Barnim. Böhlau Verlag, Köln 1978, ISBN 3-412-03878-4, B. Teltow. V. Burgen und Vogteien. 3. Trebbin, S. 73–89 (siehe auch beigefügte Landkarte Der Burgward Trebbin).
44. ↑  Johannes Schultze: Die Mark Brandenburg. 3. Band. 4. Auflage, Duncker & Humblot, Berlin 2011, ISBN 978-3-428-13480-9, 6. Friedrich II. Kurfürst (1440–1470). Rückgewinnung verlorenen Besitzes, S. 61–65, Herrschaften Teupitz: S. 63–64.
45. ↑  Johannes Schultze: Die Mark Brandenburg. 3. Band. 4. Auflage, Duncker & Humblot, Berlin 2011, ISBN 978-3-428-13480-9, 8. Kurfürst Johann (1486–1499). Beziehungen zu Nachbarn und Reich, S. 167–169, Herrschaft Zossen: S. 168.
46. ↑  Evamaria Engel: Zossen. Landkreis Teltow-Fläming (34 km s Berlin). In: Städtebuch Brandenburg und Berlin. Verlag W. Kohlhammer, Stuttgart 2000, ISBN 3-17-015388-9, S. 574–578.
47. ↑  Gerd W. Lutze (Autor), Lars Albrecht, Joachim Kiesel, Martin Trippmacher (Landschaftsvisualisierung): Naturräume und Landschaften in Brandenburg und Berlin. Gliederung, Genese und Nutzung. Be.Bra Wissenschaft Verlag, Berlin 2014, ISBN 978-3-95410-030-9, Uckermark, Eberswalder Urstromtal und Unteres Odertal. Entstehungsgeschichte und Geologie, S. 121–123, hier S. 123.
48. ↑  Johannes Schultze (Hrsg.): Das Landbuch der Mark Brandenburg von 1375. Kommissionsverlag von Gsellius, Berlin 1940, Uker[mark]. Opidium Boytzenborg, S. 262–263.
49. ↑  Lieselott Enders: Die Uckermark. 2. Auflage, Berliner Wissenschafts-Verlag, Berlin 2008, ISBN 978-3-8305-1490-9, Einleitung. Untersuchungsraum und -anliegen, S. 17–19, Grenzregion: S. 18.
50. ↑  Gerd W. Lutze (Autor), Lars Albrecht, Joachim Kiesel, Martin Trippmacher (Landschaftsvisualisierung): Naturräume und Landschaften in Brandenburg und Berlin. Gliederung, Genese und Nutzung. Be.Bra Wissenschaft Verlag, Berlin 2014, ISBN 978-3-95410-030-9, Uckermark, Eberswalder Urstromtal und Unteres Odertal. Lage und Namensgebung, S. 121.
51. 1 2 3  Lieselott Enders: Die Uckermark. 2. Auflage, Berliner Wissenschafts-Verlag, Berlin 2008, ISBN 978-3-8305-1490-9, I. Die Uckermark als politischer Zankapfel mehrerer Territorialherren und ihr Bestand am Ende des 15. Jahrhunderts. Politische und militärische Kämpfe, S. 105–113.
52. ↑  Johannes Schultze: Die Mark Brandenburg. 1. Band. 4. Auflage, Duncker & Humblot, Berlin 2011, ISBN 978-3-428-13480-9, 18. Otto IV. und Hermann (1300–1308). Fußnote 1, S. 198.
53. ↑  Sascha Bütow: Verkehrsplanung und Wegelenkung Karls IV. im Umfeld der Erwerbung der Mark Brandenburg im Jahr 1373. In: Karl IV. – Ein Kaiser in Brandenburg. 1. Auflage, Verlag für Berlin-Brandenburg, Berlin 2016, ISBN 978-3-945256-62-6, S. 61–65.
54. ↑  Peter Riedel: Mit Mitra und Statuten. Bischöfliches Handeln in der spätmittelalterlichen Diözese Brandenburg. Überarbeitete Dissertation Universität Potsdam (= Heinz-Dieter Heimann, Klaus Neitmann im Auftrag Brandenburgische Historische Kommission und Brandenburgisches Landeshauptarchiv (Hrsg.): Studien zur brandenburgischen und vergleichenden Landesgeschichte. Band 19). 1. Auflage, Lukas Verlag für Kunst- und Geistesgeschichte, Berlin 2018, ISBN 978-3-86732-264-5, Bischöfliches Handeln durch andere: Stellvertreter und Amtsträger. Pröpste der Neuen Lande. Propstei Stolpe bzw. Angermünde, S. 205–209.
55. ↑  Matthias Schulz: Die Uckermark. Versuch einer Übersetzung aus dem Landbuch von 1375. Prenzlau 1999, Uckermärkische Burgen (municiones). Anmerkung M. Schulz, S. 7.
56. ↑  Lieselott Enders: Historisches Ortslexikon für Brandenburg. Uckermark. Hermann Böhlaus Nachfolger, Weimar 1986, ISBN 3-7400-0042-2, Quellen und Literatur. (Archivalische) Quellen zu den einzelnen Punkten. Zu 7. 1375, S. 1196.
57. ↑  Lieselott Enders: Historisches Ortslexikon für Brandenburg. Uckermark. Hermann Böhlaus Nachfolger, Weimar 1986, ISBN 3-7400-0042-2, Neukünkendorf ssö Angermünde. 7. Wirtschafts- und Sozialstruktur. 1375, S. 546.
58. ↑  Benedykt Zientara: Die Agrarkrise in der Uckermark im 14. Jahrhundert. Verlag Hermann Böhlaus Nachfolger, Weimar 1967, 1. Kapitel. Das Landbuch Karls IV. als Quelle zur Geschichte der Dörfer des Barnims und der Uckermark im 14. Jahrhundert. Fußnote 1–71, S. 247.
59. ↑  Lieselott Enders: Die Uckermark. 2. Auflage, Berliner Wissenschafts-Verlag, Berlin 2008, ISBN 978-3-8305-1490-9, V. Die Sozial- und Rechtsverhältnisse der Landbevölkerung. Schulze, Schöffen und Gemeinde, S. 153–156, hier S. 153.
60. ↑  Felix Escher: Das Havelland im Mittelalter. Duncker & Humblot, Berlin 1987, ISBN 3-428-06236-1, Die ländliche Sozialstruktur des Havellandes unter besonderer Berücksichtigung der slawischen Bevölkerung. Dorfstruktur und einzelne Sozialgruppen nach dem Landbuch Kaiser Karls IV. von 1375, S. 314–336.
61. ↑  Lieselott Enders: Die Prignitz. 1. Auflage, Verlag für Berlin-Brandenburg, Potsdam 2000, ISBN 3-935035-00-4, B. Die ländliche Gesellschaft. 4. Die bäuerlichen Verhältnisse. d) Schulzengericht und Gemeinde. Lehnschulzengerichte, S. 200–203.
62. ↑  Herbert Helbig: Gesellschaft und Wirtschaft der Mark Brandenburg im Mittelalter. Walter de Gruyter, Berlin 1973, ISBN 3-11-003795-5, Gesellschaft und soziale Ordnung. Das Landvolk. Hufenbauern und Schulzen, S. 10–12.